# 펠라스
펠라스는 대한민국의 남성 2인조 밴드이다.

## 방송
- 2012년 KBS2 TOP밴드 2 - Top16 (14위)